# Henrijs
Henrijs est un prénom masculin letton apparenté à Henri et pouvant désigner:

## Prénom
- Henrijs Ančs (lv) (né en 1990), joueur letton de hockey sur glace
- Henrijs Visendorfs (lv) (1861-1916), homme d'affaires et éditeur letton
- Henrijs Uzraugs (uk) (né en 1990), joueur letton de hockey sur glace